# السنة والإصلاح (كتاب)

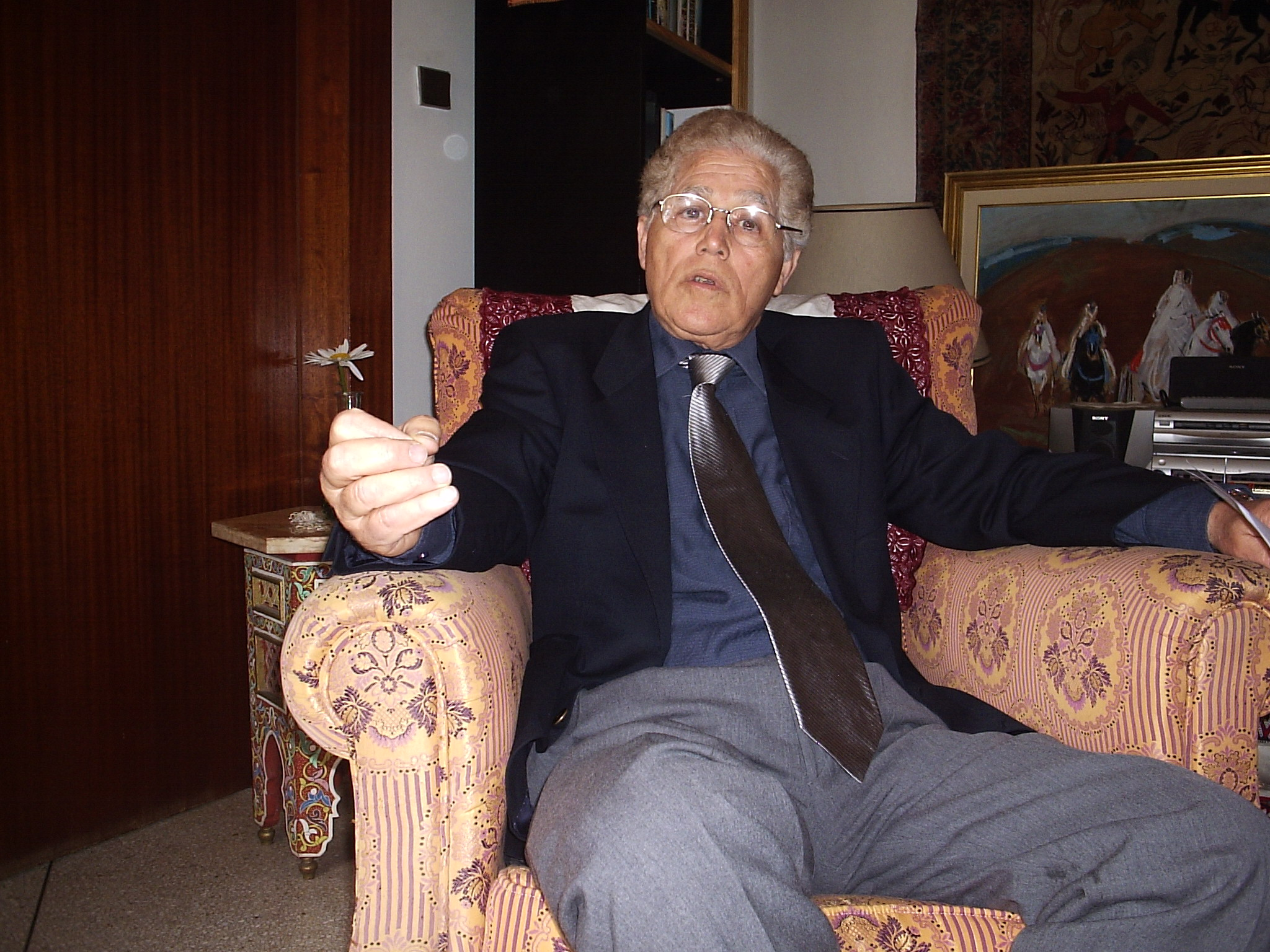
عبد الله العروي مؤلف كتاب السنة والإصلاح

السنة والإصلاح: هو كتاب من تأليف المفكر والمؤرخ المغربي عبد الله العروي، الحاصل على مجموعة من الجوائز العالمية والعربية المشهورة، كجائزة كاتالونيا بإسبانياعام 2000م ،وجائزة المغرب للكتاب عامي 1990م و1997م.  و جائزة الشيخ زايد للكتاب حول «شخصية العام الثقافية» للدورة الحادية عشرة 2016 ـ2017م، نظير أعماله التي قدمها وتأثيرها الواسع، إضافة إلى جمعه بين الثقافة العربية والغربية.
صدر الكتاب لأول مرة عام 2008، بالمركز الثقافي المغربي بالدار البيضاء بالمغرب.
وقد جاء الكتاب: على شكل جواب عن تساؤلات سيدة أجنبية مسلمة، وهي تساؤلات تتناول صورة الإسلام. وكيف يقدم نفسه، وكيف ينظر إلى الأديان الأخرى، خاصة وأن السيدة: مسلمة، بحكم الانتماء، وتعيش في محيط تتعدد فيه الأديان وقد خصص فصلا كاملا للحديث عن هذا الأمر.

## نبذة عن الكتاب
يعد هذا العمل من بين المحاولات الفكرية العميقة التي تسعى إلى إعادة النظر في العلاقة بين التراث الإسلامي، ممثلًا في السنة النبوية، ومفهوم الإصلاح في السياقين الديني والاجتماعي.
والكتاب تفكير في الحداثة الإسلامية التي لا يمكن أن تقوم ما لم يتم تفكيك آليات ومفاهيم العقل المستعمل في صناعه السنن والأنظمةالدينية والفلسفية والكلامية سعيا وراء تأمل أصولها العلمية والفلسفية المشتركة والتي يعبر عنها بالهلستيني.
وقد تحدث الكتاب، عن الطريقة السليمة التي يفهم ويقرأ بها القرآن في نظر المؤلف، ونمط العلاقة التي من المفروض أن يقيمها المسلم مع تراثه الديني، إذ أظهر " أن الغرض الأساس من تأليف الكتاب: هو الدعوة إلى قراءة الدين قراءة متمعنة، تليق بمقامه فهذا يعني أن المؤلف من خلال أسئلة الكتاب وأجوبته قد صال وجال بشكل منهجي حول ما نسج حول النص القرآني من علم الحديث والسنة وما انبنى حوله من العلوم كعلم الكلام والفلسفة ولم يغفل تلك الصلة التي تربط القرآن بما قبله من الكتب."

## منهج الكتاب
اهتم عبد الله العروي بشكل أساس بمسألة المنهج عند معالجته لقضايا ومشكلات الفكر العربي. أي أن توجهه هو توجه معرفي (إبستيمولوجي) في معالجة قضايا وإشكالات الفكر العربي (بحكم اهتمام المفكر كثيرا بالقضايا العربية خاصة الفكر العربي والتراث). وهذا المنهج الذي اعتمد عليه عبد الله العروي يرتكز على جانبين اثنين هما: الجانب التاريخاني والجانب التأسيسي."
يقول المؤلف في مستهل كتابه:" لا أرى نفسي فيلسوفا، ومن يستطيع اليوم أن يقول إنه فيلسوف، ولا أرى نفسي متكلما ولا حتى مؤرخا همه الوحيد استحضار الواقعة كما وقعت في زمن معين ومكان محدد ، لم أرفع أبدا راية الفلسفة ولا الدين ولا التاريخ بل رفعت راية التاريخانية في وقت لم يعد أحد يقبل إضافة اسمه الى هذه المدرسة الفكرية لكثرة ما فنذت وسفهت."
فالتاريخانيّة التي يتحدث عنها المؤلف، ليست مذهبا فلسفيّا تأمّليّا، وإنّما هي موقف أخلاقي يرى في التاريخ، مخبرا للأخلاق وبالتالي للسياسة. فلا يُعنى التاريخاني بالحقيقة بقدر ما يُعنى بالسلوك، بوقفة الفرد بين الأبطال. التاريخ في نظره، هو معرفة عمليّة أوّلا وأخيرا"
وبتعبير آخر: التاريخانية تعني:" اكتشاف الواقع المجتمعي الذي لا يدرك حقا الا في منظور التاريخ فما يحرك المجتمع ليس الحق بقدر ما هو المنفعة."

## قضايا الكتاب
ينقسم الكتاب إلى مجموعة من الفصول التي تتناول محاور متعددة، أبرزها:
الفصل الأول: السائلة والمسؤول
الفصل الثاني: فلاسفة ومتكلمون
الفصل الثالث: المبادئ
الفصل الرابع: التوبة والنداء
الفصل الخامس: الدعاء والعهد
الفصل السادس: قراءة وقرآن
الفصل السابع: السنة والتقليد
الفصل الثامن: الإصلاح
خاتمة: المجاهدة والذوق

## اقتباسات من الكتاب
يمكن تحقيق إصلاح حقيقي دون فهم السياق التاريخي للنصوص الدينية.
السنة ليست مجموعة جامدة من الأقوال والأفعال، بل ظاهرة اجتماعية ودينية تطورت عبر العصور.
العلاقة بين الدين والحداثة لا يجب أن تكون علاقة صدام، بل حوار نقدي وتاريخي.
الإصلاح يتطلب شجاعة فكرية في مراجعة المفاهيم السائدة وتفكيك المسلّمات
القرآن كمصحف يتصفح، كمجموع حروف وكلمات وعبارات، وثيقة مادية كباقي الوثائق، لا اعتراض على إخصاعها لجميع أنواع النقد المعاصر.

## الانتقادات الموجهة للكتاب
كثيرة هي الانتقادات الموجهة لهذا الكتاب؛ فقد ذهب الكاتبان، عبد السلام محمد البكاري والصديق محمد بوعلام في كتابهما رؤية نقدية لكتاب السنة والاصلاح،للدكتور عبد الله العروي، أن هذا الكتاب يستدعي نقدا عميقا للافتراءات والشبه التي تضمنها والتي حاول من خلالها تقديم السنه المحمدية في صورة مخالفة لصورتها الحقيقية، قصد التشكيك فيها وتوهين مكانتها في العقول والنفوس وقد توخى المؤلفان في هذا النقد وزن أقوال المؤلف بميزان العقل والنقل معا، وعرض الموضوعات التي تناولها على المصدرين الرئيسيين للإسلام، الكتاب والسنة والرجوع إلى التاريخ الاسلامي والحضارة الاسلامية مع الاقتباس في صفحاتيهما دلائل واقعية خالدة تفنذ ما ذهب اليه والموضوعات الرئيسية التي اشتمل عليها كتاب عبد الله العروي تتمحور حول السنة وأهلها وكيفيه تعامل العلماء معها وفهمهم وتقديمهم لها وجمعها وتدوينها ودراستها."